# 扬名大桥
31°31′02″N 120°17′35″E / 31.51719°N 120.29296°E
扬名大桥，又称扬名桥，是位于中华人民共和国江苏省无锡市滨湖区的一个古桥、江苏省文物保护单位。

## 特点
锡山扬名大桥是锡山市境内唯一保存的三孔石拱桥。明朝天顺四年（1460年），当地始建单孔石拱桥，嘉靖年间重修。清朝乾隆年间，大桥圮坍后重建，在左右新造各一个环洞，成为三孔石拱桥。咸丰年间大桥摧毁。同治八年（1869年），乡人丁明奎捐资重建。2006年，扬名大桥被列为第六批江苏省文物保护单位。